# Jean Tur
Pour les personnes ayant le même patronyme, voir Tur.
Jean Tur  est un dessinateur et auteur français, il était professeur de dessin au lycée Mohammed V à Casablanca, au Maroc, dans les années 60. Il est l' auteur de la trilogie héroïque Mémoires de l'Arkonn Tecla publiée aux éditions Robert Laffont dans les années 70. Le premier roman, L'archipel des guerrières, paraît en 1973, suivi de La harpe des Forces en 1974 et enfin de Sterne dorée en 1976. Il illustre ses ouvrages de nombreux dessins originaux.

## Œuvres
Mémoires de l'Arkonn Tecla
- Mémoires de l'Arkonn Tecla - Tome I - Extraits, 1969. Porte-folio d'une exposition tenue à la Bibliothèque Générale et Archives du Maroc, 30 pages d'extraits représentatifs du contenu de la trilogie à venir + 65 dessins (sérigraphies ?) n&b et couleurs dont quelques-uns signés. Tirage limité à 1000 exemplaires.
- L'Archipel des guerrières, Collection "Les portes de l'étrange", éditions Robert Laffont, Paris, 1973. 474 pages + dessins de l'auteur.
- La Harpe des Forces, Collection "Les portes de l'étrange", éditions Robert Laffont, Paris, 1974. 390 pages + dessins de l'auteur.
- Sterne dorée, éditions Robert Laffont, Paris, 1976. 398 pages + dessins de l'auteur.